# Tadeusz Marcinkowski (inżynier)
Tadeusz Marcinkowski (ur. 1952 r., zm. 2021 r.) – polski inżynier środowiska.

## Życiorys
Urodził się w 1952 r. we Wrocławiu. W 1977 r. ukończył studia na Wydziale Inżynierii Sanitarnej Politechniki Wrocławskiej i rozpoczął pracę w Instytucie Inżynierii Ochrony Środowiska. W 1984 r. obronił rozprawę doktorską, a w 2004 r. uzyskał stopień doktora habilitowanego, na podstawie pracy pt. Alkaliczna stabilizacja komunalnych osadów ściekowych. W 2011 r. został mu nadany tytuł profesora. Wykładał na Wydziale Inżynierii Środowiska Politechniki Wrocławskiej. W trakcie pracy na Politechnice Wrocławskiej kierował Zakładem Technologii Odpadów, ponadto trzykrotnie sprawował funkcję dyrektora Instytutu Inżynierii Ochrony Środowiska, a w latach 2012–2016 był członkiem senatu uczelni. Był też członkiem Rady Dyscypliny Inżynieria Środowiska, Górnictwo i Energetyka PWr.
Członek Japan International Cooperation Agency, Rady Naukowej Centrum Modelowania Procesów Hydrologicznych przy Uniwersytecie Przyrodniczym we Wrocławiu oraz redakcji czasopisma Waste Management & Research. Rzeczoznawca i biegły Ministerstwa Środowiska w zakresie ochrony wód, ochrony powierzchni ziemi i gospodarki wodnej. Autor 385 publikacji, 2 monografii, 2 książek. Promotor 3 doktorów. 
Odznaczony Medalem Komisji Edukacji Narodowej (2011), Złotą Odznaką Politechniki Wrocławskiej (1995), Medalem 50-lecia Oddziału Dolnośląskiego PZITS (1995), Srebrnym (2008) i Złotym (2020) Medalem za Długoletnią Służbę, Medalem 100-lecia Uczelni Technicznych we Wrocławiu (2011), Nagrodą Rektora Politechniki Wrocławskiej (kilkukrotnie).
Zmarł 22 listopada 2021 r.